# Testamento (poema de Tarás Shevchenko)
Testamento (en ucraniano: Заповіт, transliterado: Zapovit) es uno de los poemas más conocidos del poeta ucraniano Tarás Shevchenko. Fue escrito el 25 de diciembre de 1845 en Pereyaslav.
El Testamento ha tenido y sigue teniendo una gran influencia en la cultura ucraniana. Ha sido traducido a más de 150 idiomas y se ha convertido en la base de numerosas piezas musicales.

## En la música
Los versos fueron musicalizados por primera vez por Mikola Lisenko para coro, tenor solista y piano (en 1868).
La melodía más popular fue creada en la década de 1870 por G. Hladkij (luego editada por Lisenko) y publicada en Poltava por G. Markevich. La melodía era muy parecida a las canciones populares ucranianas y, por lo tanto, durante mucho tiempo se consideró popular.
También se compusieron grandes piezas musicales para el texto del "Testamento": cantatas de V. A. Barvinkskij (1918), S. F. Ludkevich (1934, segunda edición - 1955), B. N. Latochinskij (1939), L. N. Revuckij (1939); poema sinfónico de RM Glier (1939). La melodía de Hladkij sirvió de base para una pieza vocal-sinfónica de D.B. Kabalevsky en la escena del funeral de VN Bozhenko en la película "Schors" (dirigida por Aleksandr Dovzhenko).
En total, existen más de 60 interpretaciones musicales de Testamento.